# Laura Allen (Schauspielerin)
Laura Allen (* 21. März 1974 in Portland, Oregon) ist eine US-amerikanische Schauspielerin.

## Leben und Karriere
Laura Allen machte 1996 ihren Major in den Fächern Kriminologie und Soziologie am Wellesley College und arbeitete neun Monate für das New York Police Department als Expertin im Bereich häusliche Gewalt. Neben ihrem Beruf betätigte sie sich als Schauspielerin und trat in Theaterstücken auf.
Schließlich entschied sie sich, die Schauspielerei zu ihrem Hauptberuf zu machen und erhielt eine Rolle in der US-Seifenoper All My Children, in der sie von 2000 bis 2001 mitwirkte. Ihr Kinodebüt gab sie 2003 neben Julia Roberts in Mona Lisas Lächeln. 2004 erhielt sie eine Hauptrolle in der Serie 4400 – Die Rückkehrer.

## Filmografie (Auswahl)
- 2000: The $treet – Wer bietet mehr? (The $treet, Fernsehserie, 1 Episode)

- 2000–2001: All My Children (Seifenoper, 7 Episoden)
- 2003: Mona Lisas Lächeln (Mona Lisa Smile)
- 2004: North Shore (Fernsehserie, 1 Episode)
- 2004: Cold Case – Kein Opfer ist je vergessen (Cold Case, Fernsehserie, 1 Episode)
- 2004–2007 4400 – Die Rückkehrer (The 4400, Fernsehserie, 18 Episoden)
- 2006: Dr. House (House, Fernsehserie, 1 Episode)
- 2007: Criminal Minds (Fernsehserie, 1 Episode)
- 2007–2008: Dirt (Fernsehserie, 14 Episoden)
- 2008: From Within
- 2008: The Collective
- 2010: Cherry
- 2010: Terriers (Fernsehserie, 13 Episoden)
- 2012: Awake (Fernsehserie, 13 Episoden)
- 2014: Clown
- 2014: Sitter Cam
- 2015–2019: Suits (Fernsehserie, 3 Episoden)
- 2016: Criminal Minds: Beyond Borders (Fernsehserie, 1 Episode)
- 2017: Tulpenfieber (Tulip Fever)
- 2018: Unspeakable (Kurzfilm)
- 2018: The Tale – Die Erinnerung (The Tale)
- 2018–2019: 9-1-1: Notruf L.A. (9-1-1, Fernsehserien, 2 Episoden)
- 2018: Hap and Leonard (Fernsehserie, 5 Episoden)
- 2019–2021: Truth Be Told: Der Wahrheit auf der Spur (Truth Be Told, Fernsehserie, 5 Episoden)
- 2024: Chicago Fire (Fernsehserie, 7 Episoden)